# Breathe Me
"Breathe Me" é um single de 2004 da cantora australiana Sia, apresentado no álbum Colour the Small One. O single já vendeu mais de 1,2 milhão de cópias nos Estados Unidos. A música se tornou popular na rádio alternativa e tem sido usada em diversas formas de mídia.